# Асланов, Ислам Даминович
Ислам Даминович Асланов (род. 16 октября 1993, Ташкент) ― узбекский параспортсмен, пловец. Трехкратный чемпион мира 2019 года. Трехкратный чемпион Паралимпийских игр 2018 года. Бронзовый призёр Паралимпийских игр 2020 в Токио.

## Биография и спортивная карьера
Родился в 1993 или в 1994 году в Узбекистане.
В 2014 году он выиграл бронзовую медаль в мужской эстафете 4х100 метров комплексным движением на Азиатских играх 2014 года, проходивших в Инчхоне, Южная Корея. Он также участвовал в двух других соревнованиях: мужской 50 метров баттерфляем и мужских 100 метров баттерфляем событий. В мужской эстафете 4×100 м вольным стилем он занял 5-е место в финале.
В 2018 году он выиграл три золотые медали, одну серебряную медаль и одну бронзовую медаль на Паралимпийских играх 2018 года, проходивших в Джакарте, Индонезия.
В 2019 году он выиграл серебряную медаль в заплыве на 50 метров вольным стилем среди мужчин S13 на чемпионате мира по плаванию в паралимпийском плавании, который проходил в Лондоне, Великобритания. Он также выиграл серебряную медаль в заплыве на 100 метров вольным стилем в классе S13 и в беге на 100 метров баттерфляем S13 среди мужчин.
На Паралимпиаде 2020 в Токио Ислам Асланов стал бронзовым призёром в дисциплине 100 м баттерфляем S13. В этом же году указом президента Узбекистана Шавката Мирзиёева Ислам Асланов награждён медалью «Жасорат».